# Ignitron

(1) ÂAnodo, (2) Cátodo, (3) Ignitor, (4) Mercúrio, (5) Isolante cerâmico, (6) Fluído refrigerante.

Ignitron é um tipo de retificador controlado criado na década de 1930. Foi inventado por Joseph Slepian enquanto trabalhava para a Westinghouse, que foi o fabricante original e possui os direitos da marca "Ignitron".
Costuma apresentar-se como um contêiner alongado com um reservatório de mercúrio no fundo que atua como cátodo. Um cilindro de grafite ou metal, sujeito sobre a piscina por uma conexão elétrica isolada, atua como ânodo. A um elétrodo de ignição (chamado "ignitor"), feito de um material semicondutor refratário como o carburo de silício se lhe aplica um breve pulso de muita intensidade para criar uma nuvem de plasma de mercúrio condutor. O plasma enche rapidamente o espaço entre a piscina de mercúrio e o anodo, permitindo a condução de eletricidade entre os elétrodos. Na superfície do mercúrio, o aquecimento pelo arco resultante liberta um grande número de elétrons o que ajuda a manter o arco elétrico no mercúrio. A superfície do mercúrio serve portanto de cátodo, e a corrente elétrica é normalmente num único sentido. Uma vez ligado, um Ignitron seguirá conduzindo até que a corrente se interrompa externamente ou a voltagem entre cátodo e ânodo mude de sentido.
Os retificadores Ignitron utilizavam-se sempre que era necessário retificar grandes intensidades de energia elétrica como em grandes instalações industriais e de serviços públicos, onde tinham que transformar milhares de amperes em corrente alternada a corrente contínua, como em fundições de alumínio. Também eram muito usados para controlar a intensidade em maquinas de solda elétrica, inclusive se controlavam grandes motores usando retificadores Ignitron, os usando de maneira similar aos atuais dispositivos semicondutores como SCR e TRIAC. Em muitos bondes elétricos usavam-se junto a transformadores para converter a alta tensão em corrente alternada das catenárias à baixa tensão em corrente contínua que utilizam os motores de tração. Para a maioria destes aplicativos, os ignitrones têm sido substituídos por alternativas em estado sólido.

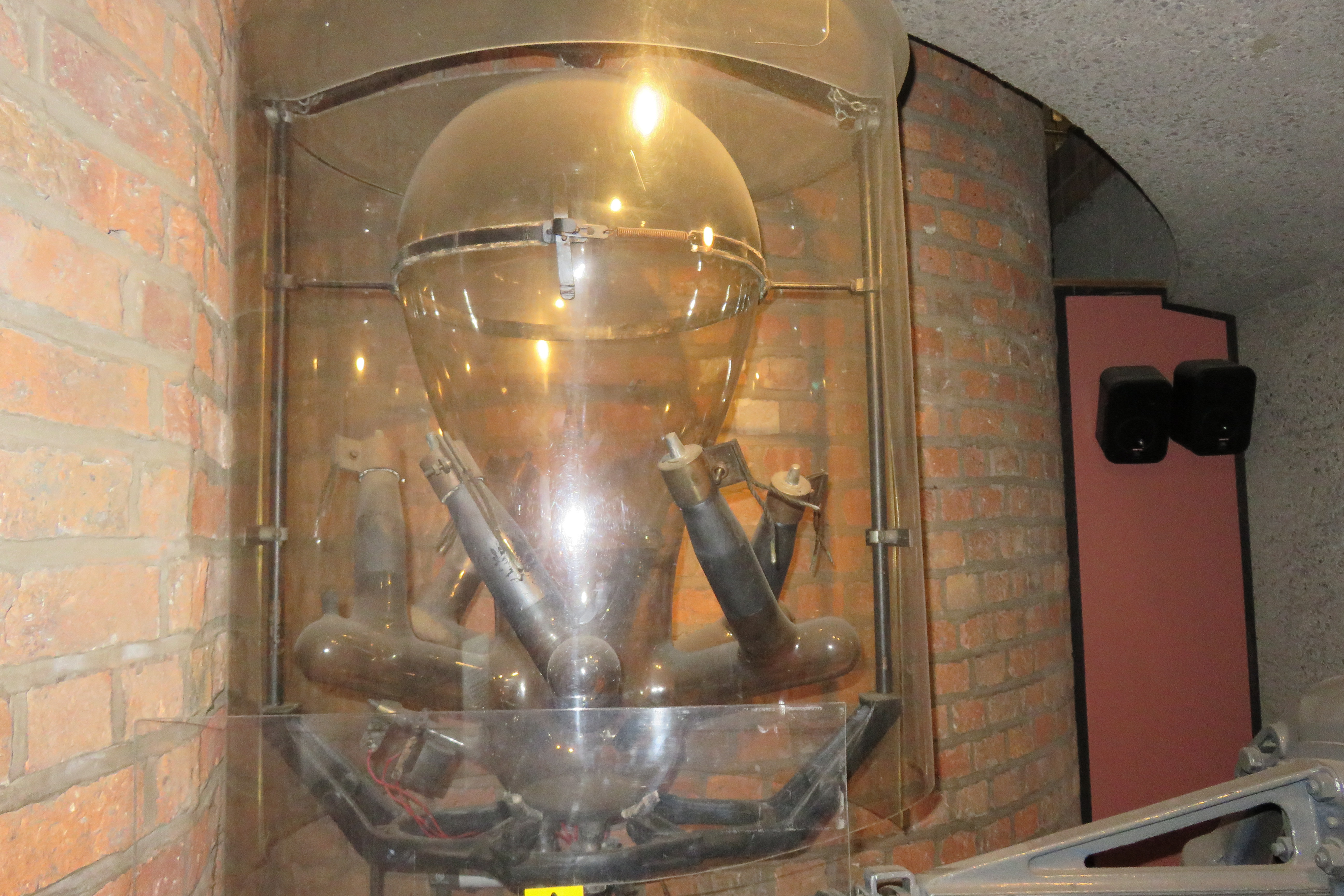
Retificador de Mercúrio utilizado na British Rail, Inglaterra

Dada a sua grande resistência a grandes correntes elétricas e a tensões inversas, os retificadores Ignitron continuam sendo fabricados e usam-se em certas instalações em lugar dos semicondutores. Por exemplo, os ignitrons construídos especialmente para funcionar com pulsos utilizam-se em certos aplicativos de "potência pulsada". Estes dispositivos podem suportar centos de quiloamperes e até 50kV. Os ânodos nestes dispositivos costumam fabricar-se de metais refratários, normalmente molibdênio, para suportar corrente inversa durante a ressonância (ou oscilação) das descargas sem danificá-los. Os ignitrons preparados para pulsos normalmente operam com ciclos de trabalho muito baixos. Utilizam-se para mudar baterias de condensadores de muita energia durante a fabricação eletromagnética, eletrohidráulica, ou para curto-circuitos de emergência em geradores de alta voltagem (Crowbar).